# Chợ phiên Cán Cấu

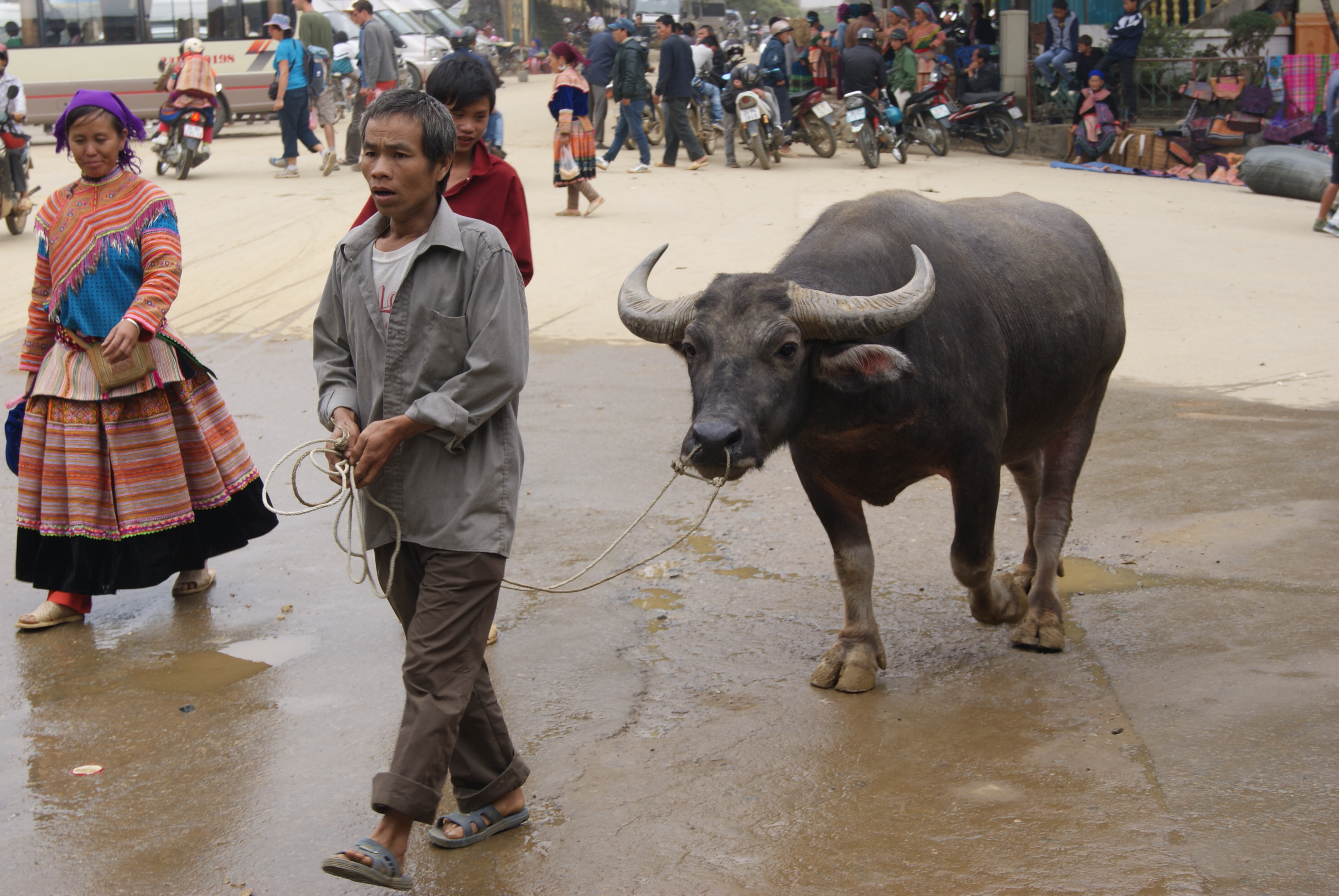
Một con trâu ở Lào Cai

Chợ phiên Cán Cấu là một chợ đặc trưng của đồng bào dân tộc thiểu số (chủ yếu là dân tộc Giáy, Mông - Hoa) vùng Tây Bắc, Việt Nam; nằm ven đường 153 – một con đường đất duy nhất nối thị trấn Bắc Hà với thị trấn biên giới Si Ma Cai, thuộc địa phận xã Cán Cấu, huyện Si Ma Cai, tỉnh Lào Cai. Chợ thường họp vào các ngày: thứ Bảy hàng tuần, ngày lễ, tết trong năm, kéo dài từ sáng sớm đến quá trưa. Đây còn là chợ trâu lớn nhất Tây Bắc, Việt Nam với hàng trăm con trâu được giao dịch trong mỗi phiên chợ.

## Mặt hàng
Nông sản bao gồm các đặc sản địa phương do đồng bào vùng cao sản xuất: rau, mật ong rừng, rau rừng, nấm hương, mộc nhĩ, măng rừng, gà bản, vịt bản, lợn cắp nách…
Hàng may mặc: thổ cẩm, quần áo may sẵn, đồ trang sức…
Ẩm thực: bao gồm các món ăn do chính những người dân địa phương chế biến: thắng cố, rượu ngô...

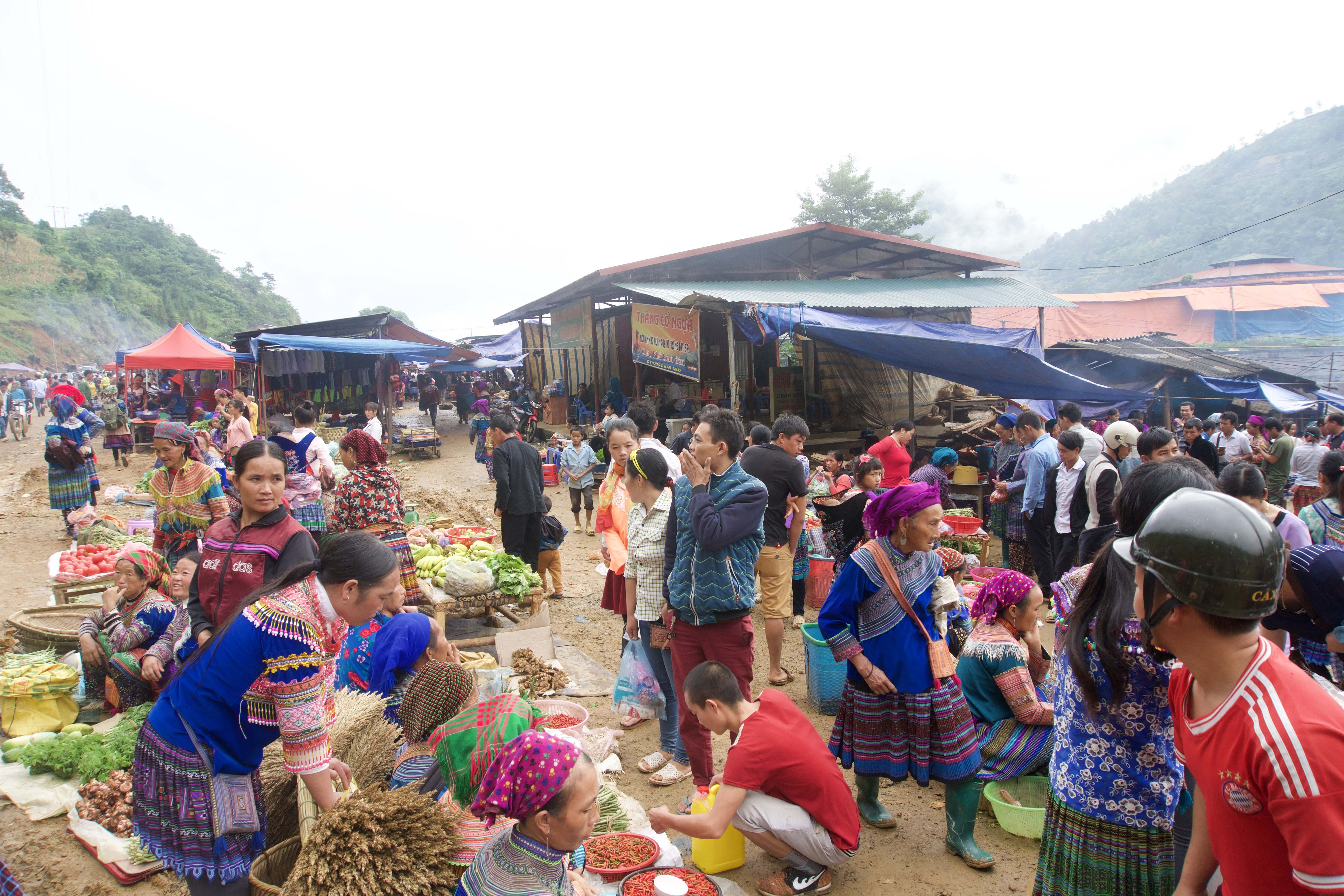
Một góc chợ Cán Cấu

### Sàn giao dịch trâu lớn nhất Tây Bắc
Mặt hàng đặc biệt nhất, làm nên nét đặc trưng riêng có của chợ chính là trâu, bò. Mỗi phiên chợ có tới hàng trăm con trâu, bò (chủ yếu là trâu) từ khắp các thôn, bản vùng cao Bắc Hà, Si Ma Cai, Mường Khương của Lao Cai; huyện Xín Mần (Hà Giang), Yên Bái.
Trâu ở chợ phiên Cán Cấu chủ yếu là trâu đực. Do đó, ở các phiên chợ thi thoảng sảy ra những cuộc chọi trâu cuốn hút người xem.
Trâu được người ta mua về để phục vụ việc cày bừa, làm giống, xẻ thịt bán, vỗ béo…
Từ việc mua ban trâu tại chợ đã hình thành nên nghề lái trâu, vỗ béo gia súc mang lại hiệu quả cho một số người dân địa phương. 
Người dân đến chợ, ngoài việc, trao đổi hàng hóa, mua sắm, người ta đến chợ còn để tìm niềm vui, gặp gỡ người thân, bạn bè và đôi lúc thưởng thức những màn chọi trâu ngay tại chợ…